# Javier Campos Moreno
Javier Benito Campos Moreno (Santiago de Xile, Regió Metropolitana de Santiago, 6 de març del 1959) és un jugador d'escacs xilè, que té el títol de Gran Mestre des de 2005. Ha estat jugador entre d'altres del Club Escacs Olot, i del Club Escacs Figueres.
A la llista d'Elo de la FIDE del juny de 2016, hi tenia un Elo de 2412 punts, cosa que en feia el jugador número 10 (en actiu) de Xile. El seu màxim Elo va ser de 2524 punts, a la llista de juliol de 2001 (posició 381 al rànquing mundial).

## Resultats destacats en competició
Moreno ha estat dues vegades Campió absolut de Xile, els anys 1979 i 1980. El 1988 guanyà el Torneig Magistral "Ciudad de León", i també l'Obert de Sitges.
El juny de 2022, fou tercer al 1er Festival d'Escacs de la Colònia de Sant Jordi, amb una puntuació de 5/9 (el guanyador fou Johan-Sebastian Christiansen).
Ha participat en cinc Olimpíades d'escacs representant Xile, els anys 1980 a La Valetta, 1982 a Lucerna, 1992 a Manila, 1994 a Moscou i 2010 a Khanti-Mansisk.